# Radvanice (okres Přerov)
Radvanice jsou obec ležící v okrese Přerov. Žije zde 278 obyvatel. Obec Radvanice se nachází asi 8 km severně od města Přerova. Radvanice jsou součástí sdružení obcí mikroregionu Pobečví.

## Historie
První písemná zmínka o obci pochází z roku 1374. V roce 1816 byla v centru obce postavena zvonice, která byla roku 1848 přestavena na kapli a zasvěcena „Rozeslání svatých apoštolů“. Před obecní budovou se nachází pomník padlým z první světové války zbudovaný v roce 1926. Další chráněnou památkou je památná lípa malolistá zasazena v roce 1919 na počest ukončení první světové války a založení republiky.

## Galerie

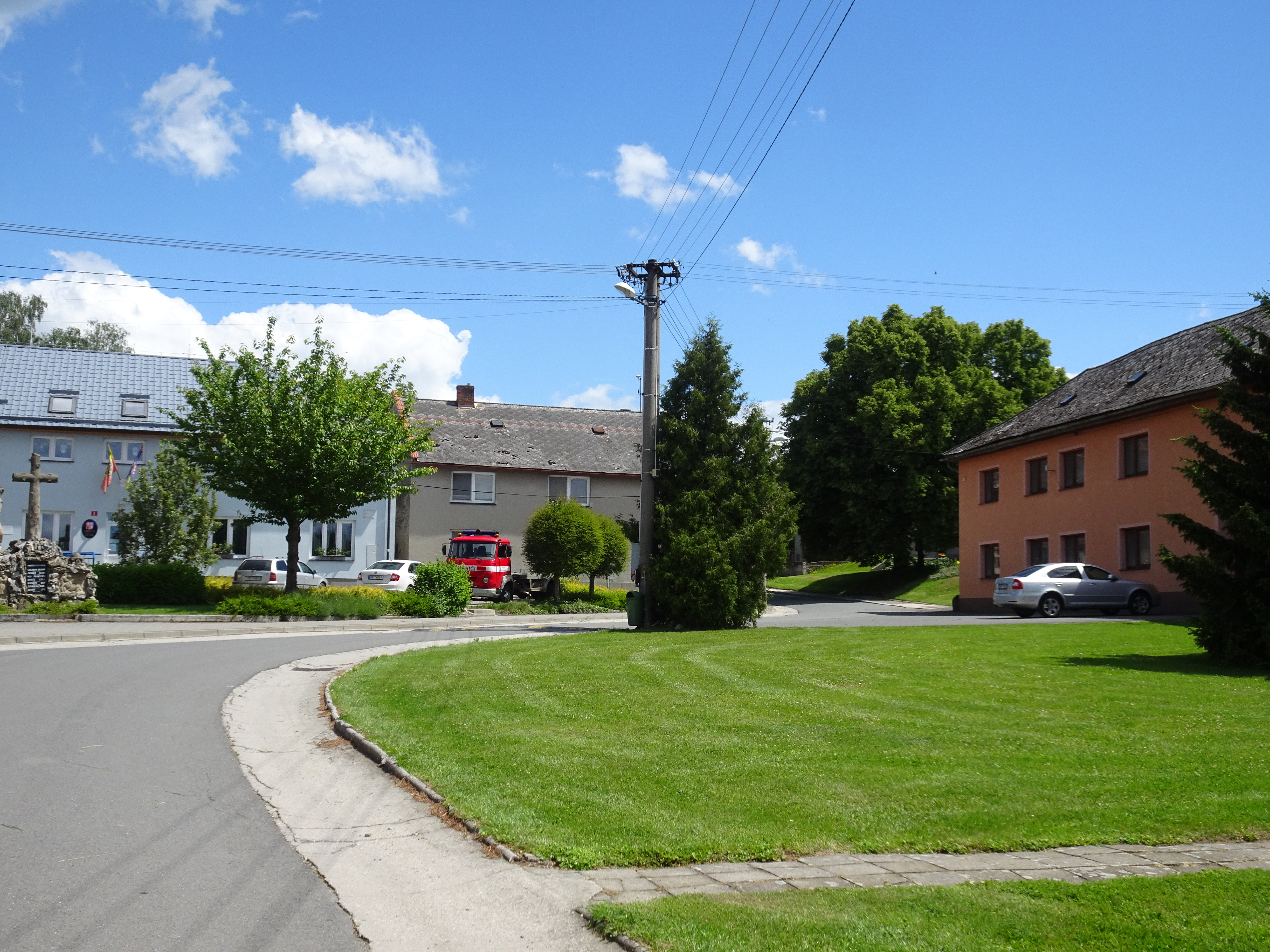
Náves
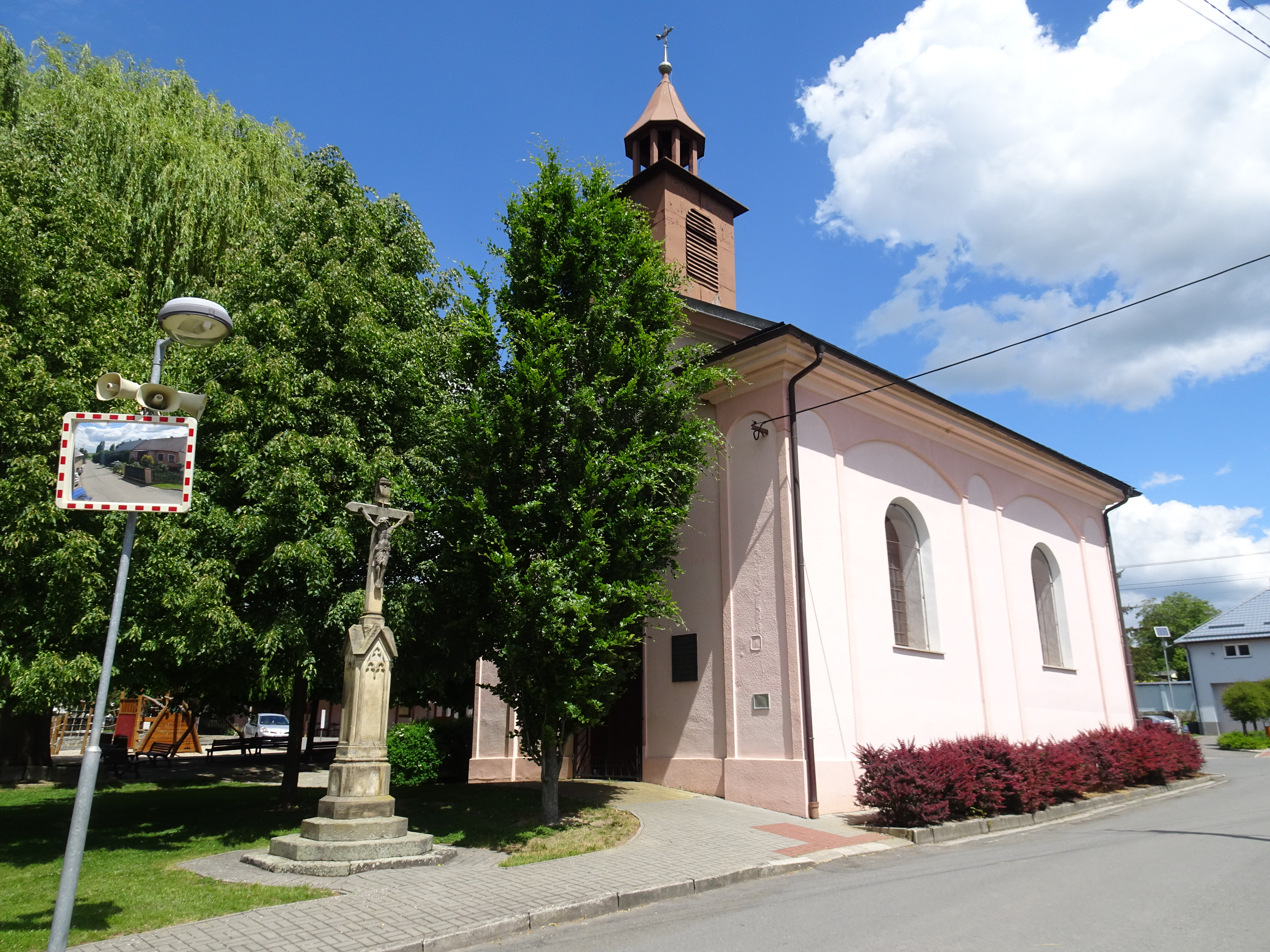
Kaple Rozeslání apoštolů
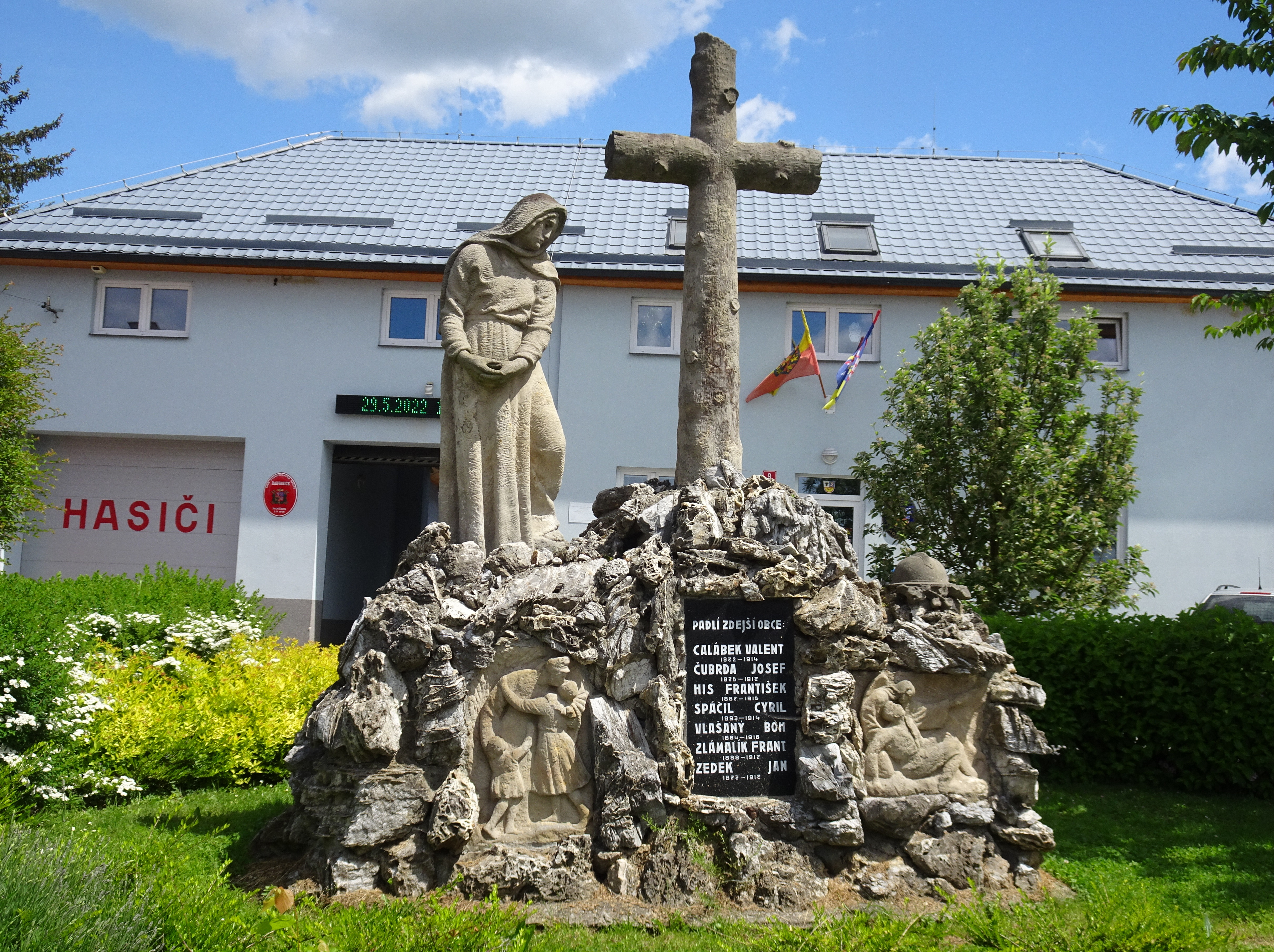
Pomník obětem I. sv. války
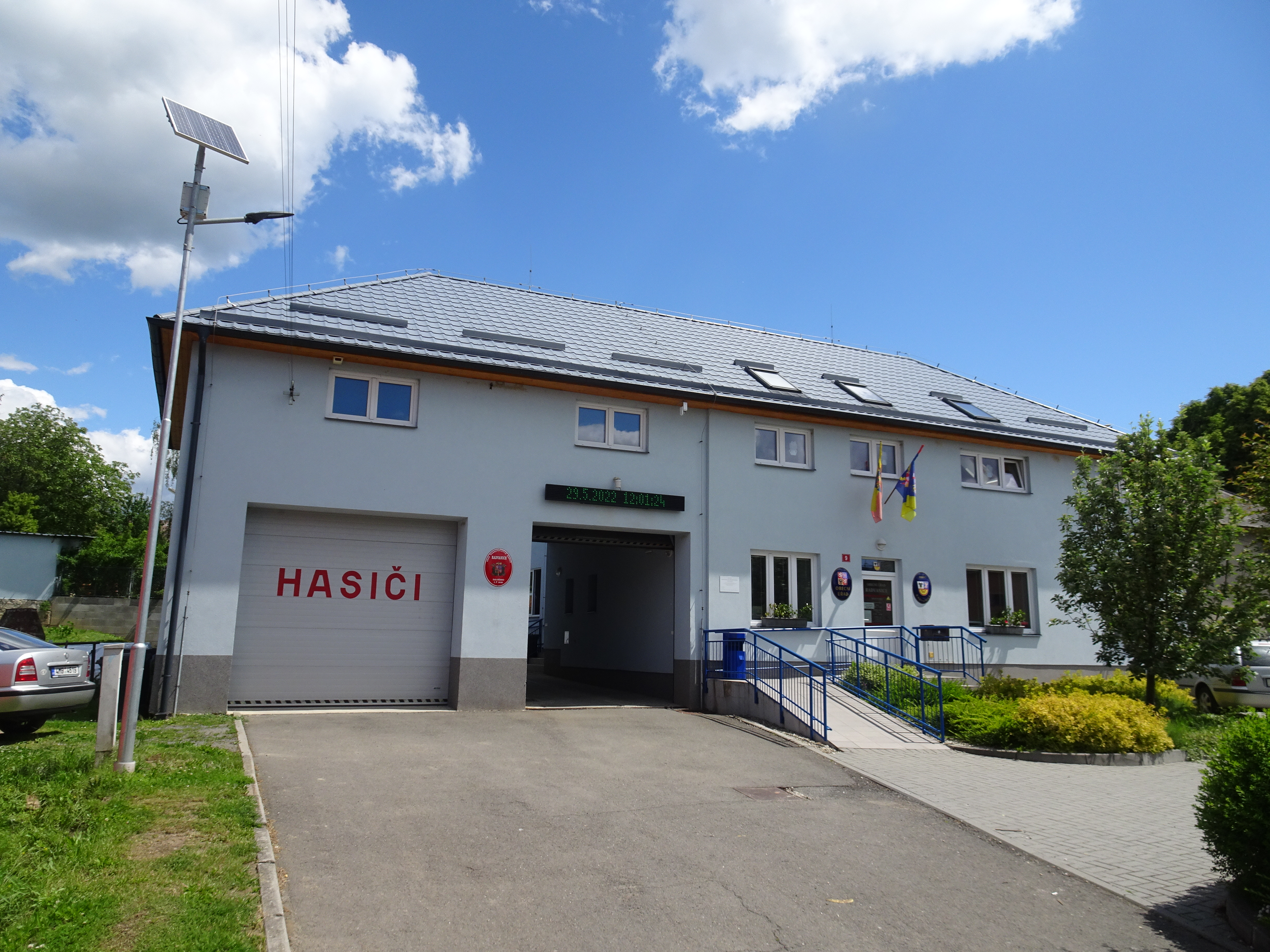
Obecní úřad

## Osobnosti
- Jan Zapletal (?–1884), poslanec Říšského sněmu
- Karel Zapletal (1841–1894), statkář, starosta a zemský poslanec